# Česká spořitelna
Česká spořitelna — крупнейший банк Чехии. В 2022 году услугами банка воспользовались 4,5 млн человек. Он входит в группу компаний Erste Group, работающую в Центральной и Восточной Европе, со штаб-квартирой в Вене.

## История

### Основания банка на территории австрийской монархии (1825—1844)
Создание первых банков в Европе приходится на вторую половину XVIII века, в основном в немецкоязычных странах (Германия, Швейцария), было создано несколько таких организаций. В начале XIX века, идея о сберегательных банках стала распространяться и в Великобритании, где к концу 1818 можно было насчитать уже несколько сотен сберегательных банков. Целью сберегательных банков должна была быть помощь бедным слоям населения в их управлении финансами.
В Габсбургской монархии, в начале XIX века, стали интересоваться идеей сберегательных банков, и результатом стало основание 4. 10. 1819 Die Erste oesterreichische Spar-Casse (Первый австрийский банк), в настоящее время является владельцем чешского банка — Erste Bank). Этот союз стал первым финансовым учреждением такого рода в Австрийской империи. Её истоки были очень скромные, начальный капитал составлял 8717 золотых и только к концу декабря 1822 года увеличился до 338.388 золотых. Впоследствии, банки начали появляться и в других городах монархии: Любляне 1820 год, Инсбруке и Брегенце 1822 год, Холлабрунне 1824 год.

### Первый банк Ceska Sporitelna на территории Чехии
В Праге стоял во главе инициативы, пражский полицейский и директор губернаторского совета Иосиф фон Гох, который подал первое предложение на создание пражского банка. Возникновению банка предшествовало обращение, опубликованное в газете в 1823 году, андеррайтинг основного фонда банка, которое должно было стать гарантией для будущих вкладчиков, что они не потеряют свои деньги. Общий минимум фонда был установлен в 12 000 золотых. Первым на предложение ответил Рудольф князь Коллоредо, который вложил в фонд будущего банка 300 золотых. За этой суммой последовали 23 чешских дворянина и другие промышленники и предприниматели. Первой группой вкладчиков со вкладом 300 золотых стали дворяне: Франц Йозеф Граф Вртби, Август Лобковиц, Ян Адольф II Шварценберги, Филипп Кински, Вратислав из Митровиц и пражский архиепископ Вацлав Леопольд Хлумчанский.
Как и в большинстве других сберегательных банков тех времён, целью первого чешского банка, Ческой Спожителны (чеш. Česká spořitelna), было оказание помощи бедным слоям населения. Люди должны хранить определенные суммы, с которых они получали небольшие проценты, и создавали таким образом себе запас на случай болезни, старости или безработицы.
Первоначальное название этого пражского банка на чешском языке звучало как сберегательная казна (касса) (чеш. Schraňovací pokladnice) для столицы Праги и Чехии. Однако постепенно прижилось короткое название: Ческа Спожителна (чеш. Česká spořitelna) (нем. Böhmische Sparkasse), где прилагательное «чешская» обозначаются место работы банка. Новый банк сначала работал только несколько дней в неделю (в понедельник, в среду и в субботу) в 9:00 до 12:00 и в 15:00 до 18:00 часов, в двух комнатах, которые ей предоставили в административном здании. В собственный офис банк переехал только в 1845 году на Малостранской площади и уже был открыт в течение всей недели.
Что касается вкладов, то можно было хранить от 25 кре́йцеров (копеек) до 100 золотых. Люди получали именные сберегательные книжки. Проценты составили 4 %, позже 3 %. Банк осуществлял только некоторые активные операции (ипотечное кредитование, операции с австрийскими государственными бумагами и частично обналичивание векселя до наступления срока платежа), чтобы сбережения людей были в безопасности.
Капитал банка резко возрос в течение десятилетия. В 1825 году он составлял 124 000 золотых, к 1830 году это было 1 573 000 золотых, а через десять лет — 8 087 000 золотых. Точно так же его активы росли.

### Австрийское регулирование
Еще в начале 1840 года, создание Ческой Спожителы было разрешено специальной концессией, но ощущалась необходимость в общем законе, регулирующем деятельность банка. Этот закон был принят 26 сентября 1844 года, когда было объявлено австрийское сберегательное регулирование. Это был стандарт, который (с небольшими корректировками) действовал до конца империи Габсбургов.
Австрийское регулирование было основано на идее о том, что банки являются социальными институтами, которые берут на себя часть государственного управления, то есть забота о благополучии народа. Поэтому наиболее подходящими основаниями банков считались благотворительные общества. Активные банковские сделки были значительно сокращены, чтобы учреждения избегали риска и следовательно, защищали сбережения населения.
Даже финансовые излишки должны быть в первую очередь использованы для расширения резервного фонда, и только в меньшей степени для поддержки универсально-полезных проектов (строительство школ, больниц и др.). Но эти благие намерения сдерживали дальнейшее развитие банка. Положительным преимуществом регулирования было, прежде всего, то, что он поставил существование сберегательных банков на прочную правовую основу. Даже финансовые излишки должны быть в первую очередь использованы для расширения резервного фонда и в меньшей — для поддержки социально полезных проектов (строительство школ, больниц и др.).

### Консолидация и расширение (1845—1918)

#### Создание чешских сберегательных банков в 50 и 60 годах
Сберегательное регулирование 1844 года должно было способствовать дальнейшему развитию банка. Первый банк открывшийся в другом городе, стал банк в Аши (1847). Постепенно добавлялись и другие и на рубеже 50-х и 60-х годов 19-го века было около 20 таких банков. Однако эти банки были немецкими, что касается Чешской Спожителны, первым считается банк в городе Пльзень, который был открыт в 1857 году. В первой половине 1860 года, наблюдался больший рост и они открывались по всей Чехии. Таким образом, чешские банки почти сравнялись с немецкими по количеству.

#### Изменения в учредителях и клиентуре
Первоначально, учредителями банков, были благотворительные фонды, но постепенно учредителями становились, государственные учреждения.
Условия принятия клиентов тоже изменились. Банки изначально предназначались в основном для бедных слоев населения. Теперь клиентами стали в основном горожане среднего класса, что отразилось на экономической мощи новых банков.

## Ситуация во время Первой мировой войны
Первая мировая война повлияла на банки. Уже в 1909 у вкладчиков началась военная паника (появились сообщения о начале войны с Сербией). Еще одна тревога была в 1912 году в связи с войной на Балканах. Вспышка Первой мировой войны, вызвала огромную панику у населения и люди пытались снять свои депозиты, поэтому 3.17.1914 правительство объявило мораторий, на все крупные выплаты, которые продолжались до лета 1915 года. Тем не менее, банки потеряли большую часть наличных средств в первый год войны. Постепенно, банки начали выходить из кризиса благодаря сельским банкам, которые наращивали капиталы благодаря вложениям в сельские предприятия в период нехватки продовольствия. По мере роста вкладов в сельские банки, баланс центральных улучшался, а затем излишки вкладывались в военные кредиты. Однако эти кредиты финансировались в основном немецкими банками, что привело к укреплению чешских банков.

## Развитие банков во времена Чехословацкой Республики (ЧСР) (1919—1938)

### Правовое регулирование банков после создания ЧСР
В Австро-Венгрии было два типа банковских структур: австрийская, действовавшая на территории современной Чехии и венгерская, действовавшая на территории Словакии. Чехословацкая республика, которая возникла в октябре 1918 года, унаследовала оба этих типа. Различия были объединены новым законодательством. В 1920 году, благодаря новому банковскому закону № 302 (вступивший в силу 6 мая), была введена одинаковая политика для всех банков. Однако, банкам предоставлялась возможность отмены различных ограничений, которые затрудняли конкурентную борьбу между банками, в итоге сформировалась точка зрения, что именно ограничения приносят банкам репутацию надежности и стабильности. Что касается организационной стороны, закон разрешал работать только там банкам, у которых были государственные гаранты.
В 1920 году государственное постановление № 77 постановило, обязательный союз чехословацких банков. Членство в нем было обязательным для всех банков республики. Финансовым центром чешских банков остался центральный банк. Немецкие банки, должны были иметь приложение в названии «in der Čechoslovakischen Republik».

### Развитие банков в первое время ЧСР
В первые месяцы, после создания государства, была неопределенность и стагнация. Кроме того, немецкие сберегательные банки были обременены большим количеством военных кредитов. Однако постепенно ситуация стабилизировалась, и в течение пяти послевоенных лет вклады выросли в два раза.
Большое развитие происходило в годы с 1924 по 1929. Но что было более удивительным, вклады росли даже во время экономического кризиса и застоя в 30-х годах (в то время как коммерческие банки в это время оставались в тяжелой ситуации). Выяснилось, что во времена экономической неопределенности, вкладчики чаще обращались к государственным финансовым учреждениям. Кризис, сказался сильно на некоммерческие банки. В 1919 году, до начала кризиса, на рынке находилось 58 % некоммерческих организаций, а в 1937 году, после выхода из кризиса осталось 28 %.

### Создание чешского государственного Сбербанка и словацкого государственного Сбербанка
В 1967 произошли изменения в структуре финансовых учреждений. Попытка объединить работу сберегательных банков под одним управлением, привели в 1967 году к принятию закона № 72. Он объединил все отдельные государственные банки в единое финансовое учреждение — Государственный Сберегательный Банк. Вместо отдельных региональных управлений были созданы региональные филиалы. Следующее изменения было в 1968 году — Государственный Банк был разделен на Чешский Государственный сберегательный банк (ČSTSP) и Словацкий Государственный сберегательный банк.

## Развитие после 1989 года

### 1989 год
В конце 80 годов (под влиянием перестройки) был принят новый закон. Этот закон разделил Центральный банк на несколько организаций (сберегательный банк, инвестиционные банки и два новых учреждения — коммерческий банк в Праге и общий кредитный банк в Братиславе). В середине декабря 1989 года к этому закону присоединился закон № 158. Закон предоставил всем существующим финансовым учреждениям с 1.1.1990 года статус универсальных торговых банков.

#### Изменение юридического порядка и распределения акций в 1992 году
1 февраля 1992 года, Чешский Государственный Сберегательный Банк изменил свою юридическую форму на акционерное общество с новым названием-Česká spořitelna, A.с.. Но государство сохранило важнейший пакет акций-40 %. 3 % — резерв для возможной реституции. 37 % акций были приватизированы в рамках 1-й волны ваучерной приватизации. В августе 2000 года австрийский Эрсте Банк стал первым 52 % акционером Ческой Спожителный, постепенно увеличив свою долю до 98 % (в 2002 году). Чешский сберегательный банк стал частью Erste Bank Group.

## Настоящее время
Банк Česká spořitelna насчитывает приблизительно 5 миллионов клиентов и является крупнейшим банком на чешском рынке. Он предоставляет услуги физическим лицам а также малым и средним предприятиям. Банк финансирует крупные корпорации и предоставляет услуги на финансовых рынках. Он выдал 3,3 миллиона дебетовых и кредитных карт, также у Ческой Спожителны действует самая крупная сеть банкоматов в Чешской республике (около 1244). Прямым банковским обслуживанием банка пользуется почти 1,2 млн клиентов. Сеть филиалов насчитывает более 640 точек, включая специализированные: ипотечные, коммерческие и девелоперские центры. Фонд Чешской Спожителный поддерживает благотворительные проекты в области культуры, образования, науки, общественных и социальных вопросов, здравоохранения, благотворительных, муниципальных мероприятий, спорта и экологии. В чешском Сбербанке работают почти 11 000 сотрудников во всех регионах Чехии.
В 2022 году услугами банка пользовались 4,5 млн человек.

### Социальная ответственность
В декабре 2016 года, Česká spořitelna присоединился к аналитическому центру (Think tank).